# Liga de la Justicia Europa
La Liga de la Justicia Europa (Justice League Europe, Abreviando, JLE) fue un spin-off del título de DC Comics Justice League America (Liga de la Justicia de América); esta última luego pasó a llamarse Justice League International (Liga de la Justicia Internacional) entre los números 7 y 25. La Liga de la Justicia Europa tuvo un total de 68 números (más cinco anuales) entre 1989 y 1994. Como la Liga de la Justicia América, la serie estaba repleta de humor irónico aunque estaba mucho más centrada en la acción. Esta naturaleza temática centrada en la acción fue más evidente en el famoso arco argumental «Los Extremistas», historia que presentaba a la LJE enfrentando a un grupo de villanos psicópatas que estaban basados en villanos de la empresa rival Marvel Comics: Doctor Doom, Magneto, Doctor Octopus, Dientes de Sable y Dormammu.
La historia corrió a cargo de los reputados guionistas Keith Giffen y J.M. DeMatteis. Cuando a ambos se le asignó este encargo, tenían muy claro que le darían un enfoque bien distinto del que se le había dado a este tipo de historias anteriormente. Pretendían alejarse de ese tono oscuro y dramático que presentaban las obras que triunfaban en aquel momento como por ejemplo Batman: The Dark Knight Returns (Frank Miller) o Watchmen (Alan Moore). En contraste con esta línea candente en la época, se optó por el sarcasmo y la autoparodia. Valerse de las propias carencias del género superheroico y usar el humor como elemento conductor de la historia son las señas de identidad que ambos autores le dieron a estos arcos argumentales.
Supuso toda una revolución por aquel entonces, ya que la editorial DC había reinventado el universo tras la publicación de Crisis en Tierras Infinitas. Se lanzaron nuevas series de sus principales héroes como Batman, Superman, Wonder Woman...etc. Estas series tenían un tono oscuro y sombrío, buscando acercarse al lector más adulto.
En cuanto al dibujo, el artista encargado fue Bart Sears. Sears fue capaz de aportar a la historia un sentido culturista, gracias al perfecto dibujo de la anatomía de los personajes. Con un estilo poderoso y abrumador, reflejó cuidadosamente y de una manera realista las expresiones faciales de los personajes. Este estilo encajó a la perfección con el tono humorístico y satírico propuesto por Giffen y DeMatteis.

## Historia
La Liga de la Justicia decide abrir una filial en Europa. Inicialmente, el grupo se estableció en París, Francia pero más tarde se mudó a un castillo abandonado en Gran Bretaña. 
Tiempo después de la cancelación de la serie, en un número de Starman se reveló que la Liga de la Justicia Europa estaba reformándose (como La Fraternité de Justice et Liberte). El nuevo grupo consistía de Crimson Fox, Amazing-Man, Blue Devil, Firestorm y Icemaiden. Esta última resultó ser Nash, la hija de Mist, quien destruyó al grupo para siempre al asesinar a Crimson Fox, Blue Devil y Amazing Man (más adelante, Blue Devil fue revivido por Faust). El destino de la verdadera Icemaiden se desconoce.
Esta historia cuenta con varios arcos argumentales. En el primero de ellos, todos los miembros de la JLE llegan a la sede de París, en donde se forma la organización. Varios miembros de los antiguos Guardianes Globales son ahora una amenaza para el mundo, por lo que la JLE debe de actuar de inmediato. Finalmente, se descubre que todo era un complot para acabar con el grupo superheroico, y el equipo detiene a la Reina Abeja de Vialsa, responsable de toda la conspiración. Tras estos acontecimientos, el Capitán Átomo se erige como el líder de la JLE.
En el siguiente arco, el villano conocido como Hombre Gris amenaza a Europa con su horda de súbditos. Es entonces cuando entra el escena la JLE, provocando un enfrentamiento entre ambos bandos. Durante una de las batallas, Kara resulta herida de gravedad. Es entonces cuando el Capitán Átomo se culpa a sí mismo, pues durante la batalla confío en la fuerza resistente de Kara y no envío a nadie a ayudarla cuando fue atacada por una oleada de enemigos. Finalmente, Kara sobrevive gracias a la ayuda de Superman, quien con su visión calorífica consigue cortar la piel tan gruesa de Kara y los médicos pueden cerrar sus heridas. Sin embargo, perderá sus poderes durante un periodo de tiempo.
Después de estos acontecimientos, Crimson Fox pasa a formar parte de la liga. Durante una serie de números se cuenta el origen de este personaje. Se revela que en realidad, detrás de la máscara de Fox están las hermanas gemelas Vivian y Constance D´Aramis, las cuales se intercambian el rol de justiciera según su conveniencia.
Es a partir de este momento cuando se inicia la trama Vector Extremista. Se dan grandes cambios en el seno de la liga, como la salida de Animal Man o las incorporaciones de Silver Sorceress y Blue Jay. Además, se descubre que Los Extremistas en realidad no es un grupo de humanos, sino robots creados por el tío Mitch. Dreamslayer, un mago con poderes dimensionales, es el líder de este grupo. La JLE acaba derrotando a Los Extremistas gracias a un conjuro de destrucción invocado por Silver Sorceress.
Finalmente, Starro (primer villano de la JLA) vuelve a la tierra, después de que Kilowog repare su nave. La llegada de la nave provoca una lluvia de estrella en la ciudad de Londres, que a su vez causa que parte de la población caiga bajo el influjo de Starro, el cual tiene poder para controlar a estos seres humanos. Ante tal situación, la JLE recurre a la JLA para que ayude a derrotar a este villano. Es entonces cuando Starro toma el control de Detective Marciano, integrándose en su cuerpo.
Ambas facciones de la Liga de la Justicia urden un plan para derrotar a Starro: causar un error en forma de teletransporte, llevándolo por los tubos de las embajadas, lo cual provocaría que se rompiera el enlace mental y que se cayeran las estrellas de sus huéspedes. Pero Starro advierte el plan trazado, y no cae en la trampa. Es en ese momento, cuando Hielo aprovecho para teletransportarse dentro de Starro, y con una ráfaga de escarcha lo deja inconsciente.
Varios miembros de la JLE, junto con miembros de la LJI, formaron luego los Super Buddies, cuyas graciosas aventuras fueron presentadas en las miniseries Formerly Known as the Justice League y I Can’t Believe It’s Not the Justice League.

## Miembros
Después de que los miembros de la Liga de la Justicia habían crecido en número inmanejable de personajes, DC, entonces dividieron el equipo de la JLI en dos equipos. De estos dos, La Liga de la Justicia de Europa consistió en:

### Grupo Original - Equipo del viejo Mundo
- Sue Dibny (Soporte Técnico)
- Catherine Cobert (Administradora)
- Capitán Átomo (líder)
- Power Girl
- Flash III (Wally West)
- Animal Man
- Metamorfo
- Rocket Red #4 I (Dimitri Pushkin)
- Mujer Maravilla

Más tarde, otros miembros fueron incluidos al equipo original fueron:
- Crimson Fox I
- Silver Sorceress
- Blue Jay
- Elongated Man

#### Otros miembros durante la saga de "Rupturas" y posterior expansión del equipo
"Rupturas" fue un crossover de 15 números publicados entre las series de la Liga de la Justicia Internacional, entre las que vinculaba la Liga de la Justicia de América y la Liga de la Justicia Europa, En estos títulos se reorganizó varias veces el equipo. Los principales acontecimientos que se produjeron fueron los siguientes:
- Maxwell Lord se encuentra inicialmente en estado de coma tras un fallido intento de asesinato. Luego es poseído por la criatura conocida como el Dreamslayer, un miembro enemigo de la JLE del grupo terrorista metahumano conocido como Los extremistas. Después del final de la saga de Ruptuas, Maxwell Lord pierde sus poderes mentales, al parecer, al ser agotado por completo cuando fue poseído por Dreamslayer
- Reina Abeja, gobernante del país Bialya, es asesinada debido a un golpe de Estado encabezada por Sumaan Harjavti, el hermano gemelo del gobernante dictador original, Rumaan.
- Despero despierta y se escapa en la nave de Manga Khan a causar estragos en la ciudad de Nueva York, en busca de venganza en contra de la Liga de la Justicia. Lo mejor la fuerza de la Liga de la Justicia (Detective Marciano, Power Girl, Fuego, Rocket Red #4, Metamorfo, Flash, Guy Gardner, Major Disaster) junto con el Conglomerado (dirigidos por Booster Gold) y Lobo fueron incapaces de detenerlo. En última instancia, Kilowog sometió a L-Ron y Despero mediante a la transferencia de la conciencia en L-Ron a control cibernético manteniéndolo bajo su control.
- Mientras que estuvo poseído el cuerpo del Max, había ocasionado secuestros y asesinatos bajo el control mental de Dreamslayer, más tarde, Mitch Wacky en la isla de Kooey Kooey Kooey, donde Blue Beetle y Booster Gold intentaron previamente para abrir un complejo llamado el "Club de la JLI". Usando el cuerpo de Maxwell Lord, Dreamslayer atrajo a un gran parte de la Liga de la Justicia a la isla y tomando el control mental de ellos, por lo que los rebautizó como los "nuevos extremistas".
- Silver Sorceress, una de los ex Campeones de Angor y miembro de la Liga de la Justicia, muere producto del combate a causa del control mental de Dreamslayer. Su tumba está en la isla de Kooey Kooey Kooey.
- Al final, La ONU retira su apoyo de la Liga de la Justicia Internacional y que se disuelve. El Detective Marciano, aparentemente tiene un permiso de ausencia, aunque más tarde regresa bajo la identidad de Bloodwynd.

Además, la historia rupturas ha´bia reorganizó la JLE. El equipo fue trasladado a Londres y varios personajes la dejaron o fueron sustituidos. La nueva alineación del equipo se dio en el #37, dirigida por Linterna Verde (Hal Jordan), que consistió en:
- Hombre Elástico
- Doctora Luz
- Aquaman
- Linterna Verde II (Hal Jordan)
- Maya
- Demonio de Tasmania
- Triumph

##### Expansión
Cuando se publicó Liga de la Justicia Espectacular lanzó la versión revisada de los títulos de la Liga de la Justicia con nuevos escritores y artistas. Los títulos de la Liga de la Justicia Internacional fue ampliada a cuatro en junio de 1993: Liga de la Justicia de América (anteriormente conocida como Liga de la Justicia Internacional), Liga de la Justicia de Europa), Liga de la Justicia trimestral y Liga de la Justicia: Task Force. A finales de 1994, la Liga de la Justicia Internacional y la Liga de la Justicia Trimestral fueron canceladas y sustituidas por un nuevo título mensual en enero de 1995, Extreme Justice.
Con nuevos escritores y artistas para cada título, que fueron y vinieron, hubo poca consistencia en la continuidad y la calidad. Los personajes más poderosos y reconocibles, como Superman, Linterna Verde (Hal Jordan) y Batman iban y venían en los distintos títulos de Liga de la Justicia, reemplazadolos por nuevos personajes conocidos o menos conocidos como Bloodwynd, Maya, Máxima, Nuklon, Obsidian, Demonio de Tasmania y Triumph. Desde hace mucho tiempo los personajes de la JLI como el Capitán Átomo, el Detective Marciano y Power Girl se fueron revisados y renovados en varias ocasiones, con críticas mixtas por parte de los lectores. En el verano de 1996, con la caída de las ventas, las tres series mensuales restantes fueron anuladas y sustituidas por JLA, escrita por Grant Morrison.

## Aliados importantes/Personajes recurrentes
- Batman
- El gato de Power Girl, "Guy" (nombrado por su rival, Guy Gardner, como chiste y en forma sarcástica después que el gato lo aterró).
- Inspector Camus
- Mitch Wacky
- Beefeater
- Duke Donald
- Godfrey alias Gaius
- Erewhon
- Lionheart
- Seneca
- Osiris

## Después de Liga de la Justicia Europa
Algún tiempo después de la cancelación de la serie, fue revelada en un número de la serie de Starman que la Liga de la Justicia Europa se estuvo reformando (bajo el nombre de La Fraternité de Justice et Liberte. El nuevo equipo consistió en la nueva Crimsom Fox, un nuevo Amazing-Man, Blue Devil, Firestorm, y Icemaiden. Icemaiden resultó ser Nash, hija de The Mist (el destino del verdadero Icemaiden es desconocida) que destruyó al equipo para siempre cuando asesinaron a Crimson Fox, Blue Devil y Amazing-Man (Blue Devil más tarde revivido a la vida de por Felix Fausto).

### Miembros de La Fraternité de Justice et Liberte (Liga de la Justicia Europa Reformada)
- Crimson Fox II (Constance D'Aramis)
- Firestorm (Ronnie Raymond) :
- Blue Devil
- Icemaiden (en realidad nunca apareció)
- Amazing Man II (Will Everett III)

### JLA Showcase # 1
En 1999, Greg Weisman escribió una historia para DC Comics titulada JLA Showcase #1 one-shot de 80 páginas, con p0ortada de febrero de 2000. La historia consiste en una de varias historias de la Liga de la Justicia, Weisman se estableció durante la época de la Liga de la Justicia Europa y titulada "Flashback de Notre Dame". La historia tiene al Capitán Átomo, la JLE y a Bette Sans Souci/Plastique en una reunión de un grupo de gárgolas en la Catedral de Notre Dame. Después de los habituales malentendidos en batalla, la JLE ayuda al retorno a su hogar de unas Gárgolas en la isla Brigadoon
Los presentes en esta ocasión:
- Capitán Átomo
- Flash
- Kilowog
- Metamorfo
- Blue Jay

### Los Super Buddies:"Formerly Known as the Justice League" / "I Can't Believe It's Not the Justice League"
Varios miembros de esta encarnación de la Liga de la Justicia más tarde formaron a los Super Buddies, cuyas aventuras humorísticas fueron presentadas en una miniserie titulada "Formerly Known as the Justice League" y más tarde en un título de la JLA: Clasificada con una historia que llamada: "I Can't Believe It's Not the Justice League".